# Esperanza (ancla)
Esperanza es el nombre que se da a la tercera ancla en el orden de contarlas, pero la principal y más pesada de las cuatro que toda embarcación mayor lleva trincadas a proa, por la parte exterior del costado.
El ancla de la esperanza acostumbra a ir colocada en la banda de estribor.